# 第31回世界遺産委員会

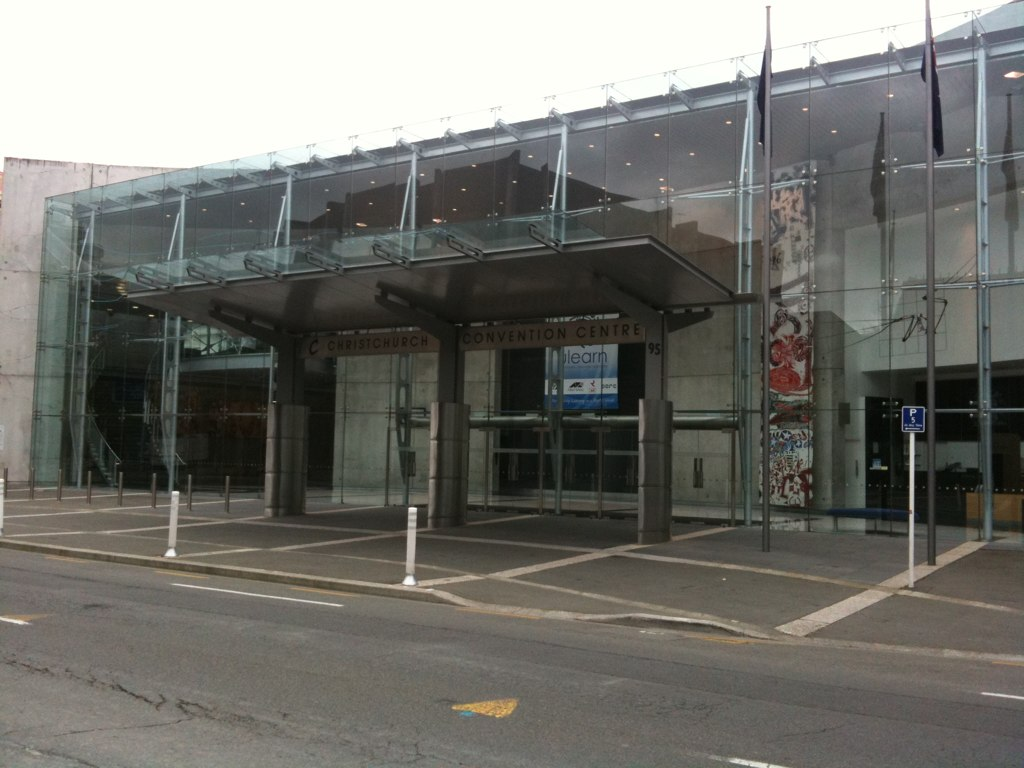
会場となったクライストチャーチ・コンベンション・センター

第31回世界遺産委員会（だい31かいせかいいさんいいんかい）は、2007年6月23日から7月2日の間、ニュージーランド、クライストチャーチのコンベンション・センターで開催された。オセアニアでの開催はシドニーで開催された第5回（1981年）、ケアンズで開催された第24回（2000年）に続き3度目であり、ニュージーランドでの開催は初である。開会式ではマオリの伝統儀式なども披露された。
文化遺産16件、自然遺産5件、複合遺産1件の計22件が新規に登録された一方、1件が削除された結果、世界遺産リスト登録物件の総数は851件となった。世界遺産リストから物件が削除されたのは、この第31回世界遺産委員会が最初である。

## 委員国
委員国は以下の通りである。地域区分はUNESCOに従っている。
| 議長国                 | ニュージーランド | 議長はツム・テ・ヒュヒュ                 |
| アジア・太平洋         | 日本             | 副議長国                                 |
| アジア・太平洋         | インド           |                                          |
| アジア・太平洋         | 韓国             |                                          |
| アラブ諸国             | モロッコ         | 副議長国                                 |
| アラブ諸国             | クウェート       |                                          |
| アラブ諸国             | チュニジア       |                                          |
| アフリカ               | ベナン           | 副議長国                                 |
| アフリカ               | ケニア           |                                          |
| アフリカ               | マダガスカル     |                                          |
| アフリカ               | モーリシャス     |                                          |
| ヨーロッパ・北アメリカ | ノルウェー       | 副議長国                                 |
| ヨーロッパ・北アメリカ | カナダ           | 報告担当国。担当者はジョン・ピンカートン |
| ヨーロッパ・北アメリカ | イスラエル       |                                          |
| ヨーロッパ・北アメリカ | オランダ         |                                          |
| ヨーロッパ・北アメリカ | スペイン         |                                          |
| ヨーロッパ・北アメリカ | リトアニア       |                                          |
| ヨーロッパ・北アメリカ | アメリカ合衆国   |                                          |
| カリブ・ラテンアメリカ | キューバ         | 副議長国                                 |
| カリブ・ラテンアメリカ | チリ             |                                          |
| カリブ・ラテンアメリカ | ペルー           |                                          |

## 審議対象の推薦物件一覧
物件名に * 印が付いているものは既に登録されている物件の拡大登録などを示す。太字は正式登録（既存物件の拡大などについては申請要件が承認）された物件。英語名とフランス語名は諮問機関の勧告文書に基づいており、登録時に名称が変更された場合にはその名称を説明文中で太字で示してある。
第31回世界遺産委員会の審議で新規に世界遺産保有国となったのは、ガボン、ナミビアの2か国である。

### 自然遺産
| 推薦国・画像              | 推薦名 | 登録基準      | 勧告              | 決議     |
| ------------------------- | --- | ------------- | ----------------- | -------- |
| 中国                      | 中国南方カルスト | (7), (8)      | 登録 / 登録延期   | 登録     |
| 中国                      | South China Karst | (7), (8)      | 登録 / 登録延期   | 登録     |
| 中国                      | Karst de Chine du Sud | (7), (8)      | 登録 / 登録延期   | 登録     |
| 中国                      | 三畳紀（約2億5000年前）から現代までに形成された雲南省石林、貴州省茘波、重慶武隆の3箇所のカルスト地形が対象である。それらは規模や多様性の点で傑出している。第38回世界遺産委員会で拡大登録されることになる。 |               |                   |          |
| フランス                  | カルスト作用の傑出した例証と古気候の記録をとどめるフランス洞窟群の二次生成物 | ――            | 不登録            | ――       |
| フランス                  | Speleothems of French Limestone Caves, Outstanding Records of Karst Processes and Archives of Palaeoclimates | ――            | 不登録            | ――       |
| フランス                  | Les Concrétions des grottes françaises, témoins exceptionnels du fonctionnement du karst et archives de paléoclimats | ――            | 不登録            | ――       |
| フランス                  | オルニャック鍾乳洞をはじめとする18か所の洞窟（およびその洞窟生成物）を対象とする推薦であった。しかし、IUCNは地質学的価値の扱いに若干の留保をつけたものの、世界遺産としての価値は認められないとした。勧告を受けて、当該国は推薦を取り下げた。 |               |                   |          |
| イタリア                  | ドロミーティ | ――            | 登録延期 / 不登録 | 登録延期 |
| イタリア                  | The Dolomites | ――            | 登録延期 / 不登録 | 登録延期 |
| イタリア                  | Les Dolomites | ――            | 登録延期 / 不登録 | 登録延期 |
| イタリア                  | 中生代の化石の出土地であるとともに、美しい山岳景観をも備えた地域だが、正式に登録されるのは2009年の第33回世界遺産委員会でのことである。 |               |                   |          |
| マダガスカル              | アツィナナナ雨林 | (9), (10)     | 登録              | 登録     |
| マダガスカル              | Rainforests of the Atsinanana | (9), (10)     | 登録              | 登録     |
| マダガスカル              | Forêts Humides de l’Atsinanana | (9), (10)     | 登録              | 登録     |
| マダガスカル              | 約6000万年前に大陸から切り離されたマダガスカル島に残る、独自の生態系が評価されたもので、6つの国立公園が登録対象となっている。棲息する78種の哺乳類のうち、72種に絶滅の恐れがある。 |               |                   |          |
| メキシコ                  | バンコ・チンチョロ生物圏保護区 | ――            | 不登録            | ――       |
| メキシコ                  | Banco Chinchorro Biosphere Reserve | ――            | 不登録            | ――       |
| メキシコ                  | Réserve de biosphère de Banco Chinchorro | ――            | 不登録            | ――       |
| メキシコ                  | バンコ・チンチョロはラグーンなどを対象とした生物圏保護区であり、自然遺産基準4つ全てに合致するとして推薦されたが、IUCNからはいずれの価値も否定された。メキシコ当局は複合遺産として再推薦するために、審議延期を申し出て認められた。第36回世界遺産委員会で再推薦されたが、文化、自然の両要素とも「不登録」を勧告され、審議前に取り下げることになる。 |               |                   |          |
| 韓国                      | 済州の火山島と溶岩洞窟群 | (7), (8)      | 登録              | 登録     |
| 韓国                      | Jeju Volcanic Island and Lava Tubes | (7), (8)      | 登録              | 登録     |
| 韓国                      | Ile volcanique et tunnels de lave de Jeju | (7), (8)      | 登録              | 登録     |
| 韓国                      | 済州島には韓国最高峰の漢拏山をはじめ、火砕丘である城山日出峰や世界最長級の溶岩洞窟など、火山活動による複雑かつ多様な地形が残っている。大韓民国では初の世界自然遺産となった。 |               |                   |          |
| スロバキア · ウクライナ · | カルパティア山脈のブナ原生林 | (9)           | 登録              | 登録     |
| スロバキア · ウクライナ · | Primeval Beech Forests of the Carpathians | (9)           | 登録              | 登録     |
| スロバキア · ウクライナ · | Forêts primaires de hêtres des Carpates | (9)           | 登録              | 登録     |
| スロバキア · ウクライナ · | ヨーロッパブナの原生林10箇所を対象とする物件で、様々な類型の原生林が含まれる。ヨーロッパブナの植生の発展過程や森林の変遷などを知る上で重要な場所である。 |               |                   |          |
| 南アフリカ共和国          | プリンス・エドワード諸島 | ――            | 不登録            | ――       |
| 南アフリカ共和国          | Prince Edward Islands | ――            | 不登録            | ――       |
| 南アフリカ共和国          | Archipel du Prince-Édouard | ――            | 不登録            | ――       |
| 南アフリカ共和国          | プリンス・エドワード諸島は生態系や生物多様性の観点から推薦されたが、IUCNは世界遺産としての顕著な普遍的価値は認められないとして、不登録を勧告した。勧告を受けて、当該国は推薦を取り下げた。 |               |                   |          |
| スペイン                  | テイデ国立公園 | (7), (8)      | 登録              | 登録     |
| スペイン                  | Teide National Park | (7), (8)      | 登録              | 登録     |
| スペイン                  | Parc national de Teide | (7), (8)      | 登録              | 登録     |
| スペイン                  | テイデ山はカナリア諸島のテネリフェ島にあるスペイン最高峰で、火山研究にとって重要なだけでなく、雲海や山肌の色調などが生み出す美しい景観にも定評がある。 |               |                   |          |
| スイス                    | ユングフラウ＝アレッチ＝ビーチホルン* | (7), (8), (9) | 承認              | 承認     |
| スイス                    | Jungfrau-Aletsch-Bietschhorn | (7), (8), (9) | 承認              | 承認     |
| スイス                    | Jungfrau-Aletsch-Bietschhorn | (7), (8), (9) | 承認              | 承認     |
| スイス                    | 東西方向への拡大で、ヴェッターホルンなどが含まれるようになり、面積は539km2（平方キロメートル）から824km2へと拡大された。 |               |                   |          |
| ベトナム ·                | バ・ベ国立公園 | ――            | 不登録            | 登録延期 |
| ベトナム ·                | Ba Be National Park | ――            | 不登録            | 登録延期 |
| ベトナム ·                | Parc national Ba Be | ――            | 不登録            | 登録延期 |
| ベトナム ·                | バ・ベ国立公園はバックカン省にある国立公園で、自然美や生物多様性の点などから推薦されたが、いずれの価値も否定された。ただし、生物多様性については、範囲を拡大した再推薦が行われた場合に、適用される可能性に含みを残した。世界遺産委員会の審議でも、範囲の見直しの必要性が指摘された。                                                              |               |                   |          |

### 複合遺産
| 推薦国・画像     | 推薦名 | 登録基準            | 勧告                              | 決議                      |
| ---------------- | --- | ------------------- | --------------------------------- | ------------------------- |
| ガボン           | ロペ＝オカンダの生態系と残存する文化的景観 | (3), (4), (9), (10) | （文化）登録延期 （自然）登録延期 | （文化）登録 （自然）登録 |
| ガボン           | Ecosystem and Relict Cultural Landscape of Lopé-Okanda | (3), (4), (9), (10) | （文化）登録延期 （自然）登録延期 | （文化）登録 （自然）登録 |
| ガボン           | Ecosystème et paysage culturel relique de Lopé-Okanda | (3), (4), (9), (10) | （文化）登録延期 （自然）登録延期 | （文化）登録 （自然）登録 |
| ガボン           | ロペ＝オカンダは熱帯雨林とサバナを擁し、確認されている植物は1,550種にのぼる。同時に、先史時代の岩陰遺跡や岩絵群など、ロペ＝オカンダがバントゥー系民族にとって、この地を流れるオゴウェ川と内陸を結ぶ重要な場所であったことを伝える遺跡群が残っている。ガボン初の世界遺産であるとともに、アフリカで3件目の複合遺産となった。 |                     |                                   |                           |
| 南アフリカ共和国 | リフタスフェルトの文化的・植物的景観 | (4), (5)            | （文化）登録 （自然）登録延期     | （文化）登録              |
| 南アフリカ共和国 | The Richtersveld Cultural and Botanical Landscape | (4), (5)            | （文化）登録 （自然）登録延期     | （文化）登録              |
| 南アフリカ共和国 | Le paysage culturel et botanique du Richtersveld | (4), (5)            | （文化）登録 （自然）登録延期     | （文化）登録              |
| 南アフリカ共和国 | リフタスフェルトでは、ナマ人が2,000年にわたって半遊牧生活を営んできたとされており、季節的な移動の対象となっている自然環境が彼らによって共同管理されている。複合遺産としての推薦だったが、ひとまずは文化遺産としての登録となった。                                                                                          |                     |                                   |                           |

### 文化遺産
| 画像                     | 推薦名 | 推薦国        | 勧告     | 決議         |
| ------------------------ | --- | ------------- | -------- | ------------ |
| アルバニア               | ベラト歴史地区（25世紀にわたって文化が継続し、宗教が共存する町） | ――            | 登録延期 | 情報照会     |
| アルバニア               | The Historic Centre of Berat (City of 25 Centuries Cultural Continuity and Religious Coexistence) | ――            | 登録延期 | 情報照会     |
| アルバニア               | Le centre historique de Berat (ville de 25 siècles de continuité culturelle et de coexistence religieuse) | ――            | 登録延期 | 情報照会     |
| アルバニア               | ベラトは紀元前4世紀に遡る歴史を持つ都市だが、オスマン帝国時代の街並みがよく残っている。世界遺産委員会の「情報照会」決議は、前々回（2005年）にアルバニアの世界遺産に加わった「ジロカストラの博物館都市」の拡大登録としての推薦を促すものであった。これを受けて、翌年の第32回世界遺産委員会でそのように再審議され、世界遺産リストに加わることになる。 |               |          |              |
| アルゼンチン             | ラ・プラタ建設当初の都市地域 | ――            | 不登録   | ――           |
| アルゼンチン             | Foundational City Area of La Plata | ――            | 不登録   | ――           |
| アルゼンチン             | Zone urbaine de fondation de La Plata | ――            | 不登録   | ――           |
| アルゼンチン             | ラ・プラタはルネサンスの理想都市やユートピア社会主義などを取り込んだ19世紀の近代的都市計画の傑作として推薦されたが、文化遺産の諮問機関である国際記念物遺跡会議 (ICOMOS) の勧告では、そうした主張は受け入れられなかった。不登録勧告を受けて、当該国は推薦を取り下げた。 |               |          |              |
| オーストラリア           | シドニー・オペラハウス | (1)           | 登録     | 登録         |
| オーストラリア           | Sydney Opera House | (1)           | 登録     | 登録         |
| オーストラリア           | Opéra de Sydney | (1)           | 登録     | 登録         |
| オーストラリア           | ヨーン・ウッツォン設計で1973年に完成したオペラハウスである。1981年の第5回世界遺産委員会で登録延期となっていたが、その後、モダニズム建築登録への理解が深まったことなどにより、それから36年目での登録となった。 |               |          |              |
| オーストリア ·           | ブレゲンツの森の文化的景観 | ――            | 登録延期 | 登録延期     |
| オーストリア ·           | Bregenzerwald Cultural Landscape | ――            | 登録延期 | 登録延期     |
| オーストリア ·           | Paysage culturel du Bregenzerwald | ――            | 登録延期 | 登録延期     |
| オーストリア ·           | ブレゲンツの森は、山岳地帯の伝統的な農牧業が守られている地域だが、顕著な普遍的価値の証明が不十分とされた。 |               |          |              |
| アゼルバイジャン         | ゴブスタンの岩絵の文化的景観 | (3)           | 情報照会 | 登録         |
| アゼルバイジャン         | Gobustan Rock Art Cultural Landscape | (3)           | 情報照会 | 登録         |
| アゼルバイジャン         | Paysage culturel d’art rupestre de Gobustan | (3)           | 情報照会 | 登録         |
| アゼルバイジャン         | 登録対象には6,000点の岩絵が残り、描かれている動物などは半砂漠地帯の現代に比べて、かつては湿潤な気候であったことを示している。また、狩猟などの生活様式に関わる岩絵、儀式などの宗教活動に関わる岩絵も残り、先史時代の人々の様子を物語る。 |               |          |              |
| ボスニア・ヘルツェゴビナ | ヴィシェグラードのソコルル・メフメト・パシャ橋 | (2), (4)      | 情報照会 | 登録         |
| ボスニア・ヘルツェゴビナ | Mehmed Paša Sokolović Bridge in Višegrad | (2), (4)      | 情報照会 | 登録         |
| ボスニア・ヘルツェゴビナ | Pont Mehemed Pasha Sokolovich de Visegrad | (2), (4)      | 情報照会 | 登録         |
| ボスニア・ヘルツェゴビナ | 16世紀オスマン帝国の宰相ソコルル・メフメト・パシャの名を冠したこの橋は、彼に命じられた名工ミマール・スィナンの手になる傑作である。この橋は、西欧でルネサンス建築が栄えていた時期に、オスマン帝国の建築技術が遜色の無い高水準にあったことを伝えている。 |               |          |              |
| カンボジア               | プレアヴィヒア寺院の聖地 | ――            | 登録     | 登録の見送り |
| カンボジア               | The Sacred Site of the Temple of Preah Vihear | ――            | 登録     | 登録の見送り |
| カンボジア               | Le site sacré du temple de Preah Vihear | ――            | 登録     | 登録の見送り |
| カンボジア               | タイとカンボジアの国境付近にあるプレアヴィヒア寺院は、領有権を巡る問題から、登録が先送りされた。翌年の第32回世界遺産委員会で範囲を限定して正式登録されるが、タイとカンボジアの国境紛争を引き起こすこととなる。 |               |          |              |
| カナダ                   | リドー運河 | (1), (4)      | 登録     | 登録         |
| カナダ                   | The Rideau Canal | (1), (4)      | 登録     | 登録         |
| カナダ                   | Le canal Rideau | (1), (4)      | 登録     | 登録         |
| カナダ                   | 1832年開通のリドー運河は、現在も機能し続けている北米最古の運河として、オタワとキングストンを結んでいる。当初は軍事目的が中心だったが、19世紀後半以降、レジャー目的に転用されている。 |               |          |              |
| 中国                     | 開平楼閣と村落 | (2), (3), (4) | 登録     | 登録         |
| 中国                     | Kaiping Diaolou and Villages | (2), (3), (4) | 登録     | 登録         |
| 中国                     | Diaolou et villages de Kaiping | (2), (3), (4) | 登録     | 登録         |
| 中国                     | 開平市は華僑を多く送り出した地であり、その地に残る望楼は彼らの資金によって、特に19世紀から20世紀初頭にかけて建てられたものである。建築様式には明以来の伝統と西洋の様式とが混ざり合っており、華僑文化の優れた例となっている。 |               |          |              |
| チェコ ·                 | ヴェルケー・ロシニの手漉き紙製造所 | ――            | 不登録   | ――           |
| チェコ ·                 | Hand Paper Mill at Velké Losiny | ――            | 不登録   | ――           |
| チェコ ·                 | Manufacture de papier à la cuve de Velké Losiny | ――            | 不登録   | ――           |
| チェコ ·                 | オロモウツ州で16世紀末以降営まれてきた手漉き紙の製造業に関し、19世紀の作業場などが推薦された。ICOMOSはこれ単独での世界遺産登録は否定したが、製紙業およびその利用（印刷業など）に関する一層広い視野でなら、その一部となりうるとした。勧告を受けて、当該国は推薦を取り下げた。 |               |          |              |
| フィンランド ·           | パイミオ病院（パイミオの旧サナトリウム） | ――            | 登録延期 | ――           |
| フィンランド ·           | Paimio Hospital (former Paimio sanatorium) | ――            | 登録延期 | ――           |
| フィンランド ·           | Hôpital de Paimio (ancien sanatorium de Paimio) | ――            | 登録延期 | ――           |
| フィンランド ·           | フィンランド南西部パイミオの旧サナトリウムは、アルヴァ・アールト設計で1930年代前半に建てられたモダニズム建築である。アールトの代表作の一つとして知られる作品ではあるが、ICOMOSは世界遺産としての価値の証明が不十分として登録延期を勧告した。勧告を受けて、当該国は推薦を取り下げた。 |               |          |              |
| フランス                 | 月の港ボルドー | (2), (4)      | 登録     | 登録         |
| フランス                 | Bordeaux, Port of the Moon | (2), (4)      | 登録     | 登録         |
| フランス                 | Bordeaux, Port de la Lune | (2), (4)      | 登録     | 登録         |
| フランス                 | 「月の港」は、ボルドーがガロンヌ川の三日月状の湾曲に沿った港町であることから付いた異称である。特に18世紀の新古典主義建築などの街並みが評価されている。 |               |          |              |
| フランス スペイン        | ピレネー地方の地中海沿岸 | ――            | 不登録   | ――           |
| フランス スペイン        | The Mediterranean Shore of the Pyrenees | ――            | 不登録   | ――           |
| フランス スペイン        | Le Rivage méditerranéen des Pyrénées | ――            | 不登録   | ――           |
| フランス スペイン        | ピレネー山脈が地中海に沈降している沿岸部は、新石器時代以降、東西から様々な民族が入植し、それらの影響が混ざりあった独自の文化的景観が形成された。不登録勧告を受けて、当該国は推薦を取り下げた。 |               |          |              |
| ドイツ                   | ハイデルベルクの城と旧市街 | ――            | 登録延期 | 登録延期     |
| ドイツ                   | Heidelberg Castle and Old Town | ――            | 登録延期 | 登録延期     |
| ドイツ                   | Château et vieille ville de Heidelberg | ――            | 登録延期 | 登録延期     |
| ドイツ                   | ハイデルベルク城、ハイデルベルク大学、ハイデルベルク旧市街などを一体として文化的な価値の高さが主張されたが、ドイツ国外の諸都市との比較研究などによる更なる価値の証明が求められた。ICOMOSの勧告は第29回世界遺産委員会（2005年）のものと変わらなかったが、そのときが「情報照会」決議だったのに対し、今回は勧告通り「登録延期」決議となった。 |               |          |              |
| ギリシャ                 | ケルキラ旧市街（コルフ旧市街） | (4)           | 登録     | 登録         |
| ギリシャ                 | The Old Town of Corfu | (4)           | 登録     | 登録         |
| ギリシャ                 | La vieille ville de Corfou | (4)           | 登録     | 登録         |
| ギリシャ                 | ケルキラはかつてヴェネツィア共和国の領土だったことがあり、当時のイタリア名はコルフだった。その時代に築かれた城塞をはじめとする旧市街の建造物群は、かつて繁栄したヴェネツィア領内の城塞や港町の様式を伝えている。 |               |          |              |
| インド                   | 赤い城の建造物群 | (2), (3), (6) | 登録     | 登録         |
| インド                   | The Red Fort Complex | (2), (3), (6) | 登録     | 登録         |
| インド                   | L’ensemble du Fort Rouge | (2), (3), (6) | 登録     | 登録         |
| インド                   | ムガル帝国皇帝シャー・ジャハーンがデリーに築いた赤い砂岩の城で、イスラーム建築を基本としつつ、インドやペルシアの様式も活用されている。後にはデリーだけでなく、ラージャスターンの建築などにも影響を与えた。 |               |          |              |
| イラク                   | 都市遺跡サーマッラー | (2), (3), (4) | 登録延期 | 登録         |
| イラク                   | Samarra Archaeological City | (2), (3), (4) | 登録延期 | 登録         |
| イラク                   | Ville archéologique de Samarra | (2), (3), (4) | 登録延期 | 登録         |
| イラク                   | サーマッラーは9世紀にはアッバース朝の首都となっており、螺旋状のミナレットをはじめとする当時の建造物群が残る。後の建築に影響を及ぼした歴史的意義もさることながら、アッバース朝の都市計画の原型が残る都市遺跡は他にないとされている。 |               |          |              |
| イスラエル               | ハイファと西ガリラヤのバハイ教聖地群 | ――            | 情報照会 | 情報照会     |
| イスラエル               | Bahá’i Holy Places in Haifa and the Western Galilee | ――            | 情報照会 | 情報照会     |
| イスラエル               | Lieux saints bahá’is à Haïfa et en Galilée occidentale | ――            | 情報照会 | 情報照会     |
| イスラエル               | 19世紀に勃興したバハイ教の開祖バハーウッラーの廟などを対象とする。翌年の第32回世界遺産委員会で登録されることになる。 |               |          |              |
| イタリア                 | ヴァルネリーナとマルモレの滝 | ――            | 登録延期 | ――           |
| イタリア                 | Valnerina and the Marmore Cascade | ――            | 登録延期 | ――           |
| イタリア                 | Valnerina et cascade des Marmore | ――            | 登録延期 | ――           |
| イタリア                 | ヴァルネリーナは、古代ローマ時代に遡る水利システムが残る文化的景観を形成しており、マルモレの滝も人工的に作り出されたものである。しかし、価値の証明自体が不十分であるとされた。勧告を受けて、当該国は推薦を取り下げた。 |               |          |              |
| 日本                     | 石見銀山遺跡とその文化的景観 | (2), (3), (5) | 登録延期 | 登録         |
| 日本                     | Iwami Ginzan Silver Mine and its Cultural Landscape | (2), (3), (5) | 登録延期 | 登録         |
| 日本                     | Mine d’argent de Iwami Ginzan et son paysage culturel | (2), (3), (5) | 登録延期 | 登録         |
| 日本                     | 石見銀山は、その銀が16世紀から17世紀にヨーロッパとの経済・文化交流に貢献したことや、灰吹法を発展させた伝統的生産技術を伝える遺構が残されていることなどが評価された。逆転登録にあたっては、持続可能な開発の概念に通じる森林管理が行われていた点なども考慮された。登録対象には文化的景観を形成する周辺の鉱山街や街道なども含まれる。日本の世界遺産として初の産業遺産登録となっただけでなく、アジアで初の鉱山遺跡の登録ともなった。 |               |          |              |
| ケニア ·                 | ミジケンダのカヤの聖なる森林群 | ――            | 登録延期 | 情報照会     |
| ケニア ·                 | The Sacred Mijikenda Kaya Forests | ――            | 登録延期 | 情報照会     |
| ケニア ·                 | Les forêts sacrées de Kaya des Mijikenda | ――            | 登録延期 | 情報照会     |
| ケニア ·                 | ケニアのインド洋沿いの地域に広がる11の「カヤ」を対象としている。カヤに含まれるのは、16世紀以降ミジケンダが伝統的な文化や信仰と結びつけて培ってきた森林と集落であり、1940年代に放棄された後も、長老たちによって守られている。翌年の第32回世界遺産委員会で正式登録されることになる。 |               |          |              |
| キルギス                 | スライマン＝トーの文化的景観（聖なる山） | ――            | 情報照会 | 情報照会     |
| キルギス                 | The Sulaiman-Too Cultural Landscape (Sacred Mountain) | ――            | 情報照会 | 情報照会     |
| キルギス                 | Le paysage culturel de Sulaiman-Too (montagne sacrée) | ――            | 情報照会 | 情報照会     |
| キルギス                 | スライマン＝トーはキルギスのオシ近郊にある古来聖なる山として崇拝されてきた山で、イスラームの流入によってモスクなども建てられたが、この山では伝統的な信仰も残り続けている。キルギス初の世界遺産登録を目指したが、翌年の再審議でも認められず、2009年の第33回世界遺産委員会で正式登録されることになる。 |               |          |              |
| メキシコ                 | メキシコ国立自治大学の大学都市の中央キャンパス | (1), (2), (4) | 登録     | 登録         |
| メキシコ                 | Central University City Campus of the Universidad Nacional Autónoma de México (UNAM) | (1), (2), (4) | 登録     | 登録         |
| メキシコ                 | Campus central de la cité universitaire de l’Universidad nacional Autónoma de Mexico (UNAM) | (1), (2), (4) | 登録     | 登録         |
| メキシコ                 | メキシコ国立自治大学は1551年開学の王立メキシコ大学を前身としており、アメリカ大陸では最古の部類に属する大学だが、世界遺産に登録されたのは1949年から1952年にかけて形成された大学都市である。モダニズム建築の専門家だけでなくダビッド・アルファロ・シケイロス、ディエゴ・リベラといったメキシコ壁画運動に携わった芸術家たちも参加している。その建造物や壁画などは、ラテンアメリカの現代性の象徴とも言われる。 |               |          |              |
| ナミビア                 | トゥウェイフルフォンテーン（ツウィツァウス） | (3), (5)      | 登録     | 登録         |
| ナミビア                 | Twyfelfontein or /Ui-//aes | (3), (5)      | 登録     | 登録         |
| ナミビア                 | Twyfelfontein ou /Ui-//aes | (3), (5)      | 登録     | 登録         |
| ナミビア                 | トゥウェイフルフォンテーンは、アフリカの遺跡の中でも岩絵の集中度の高さに特色があり、範囲内では2,075点が確認されている。6,000年前から2,000年前のそれらの岩絵群には、ライオンやキリンなどの大型動物や、当時暮らしていた狩猟民族の宗教儀式などが描かれている。 |               |          |              |
| フィリピン               | バタネスの文化的景観 | ――            | 登録延期 | 情報照会     |
| フィリピン               | The Batanes Cultural Landscapes | ――            | 登録延期 | 情報照会     |
| フィリピン               | Les paysages culturels des Batanes | ――            | 登録延期 | 情報照会     |
| フィリピン               | バタネスは古くからの伝統的土地利用が維持されている地域などとして推薦されたが、価値の証明をはじめとする諸々の調査の不足を指摘された。 |               |          |              |
| ポーランド               | グダニスク - 記憶と自由の地 | ――            | 不登録   | ――           |
| ポーランド               | Gdańsk – The Site of Memory and Freedom | ――            | 不登録   | ――           |
| ポーランド               | Gdańsk – Ville de mémoire et de liberté | ――            | 不登録   | ――           |
| ポーランド               | グダニスクは長い歴史を持つ都市であるとともに、第二次世界大戦で大きな被害を受けた街であることや、1980年代には独立自主管理労働組合「連帯」の本拠地としてポーランド民主化運動に寄与したことなどから推薦された。ICOMOSは、歴史的建築物には世界遺産となりうるものがあることを認めたが、「記憶と自由」というストーリーとは合致しないとした。また、20世紀のグダニスクの経験は、歴史的事件との結びつきに適用される登録基準 (6) に合致しうることを認めたが、比較研究が不足しており、適用できないとした。勧告を受けて、当該国は推薦を取り下げた。 |               |          |              |
| ルーマニア ·             | シビウ歴史地区 | ――            | 不登録   | 登録延期     |
| ルーマニア ·             | Sibiu, the Historic Centre | ――            | 不登録   | 登録延期     |
| ルーマニア ·             | Sibiu, le centre historique | ――            | 不登録   | 登録延期     |
| ルーマニア ·             | シビウの中世以来の歴史的な街並みが推薦されたが、価値の証明がなされていないとして不登録が勧告された。世界遺産委員会の審議では、既存のルーマニアの世界遺産への拡大登録という形も検討するように指摘された。 |               |          |              |
| セルビア                 | ガレリウスの宮殿ガムジグラード＝ロムリアーナ | (3), (4)      | 登録     | 登録         |
| セルビア                 | Gamzigrad-Romuliana, Palace of Galerius | (3), (4)      | 登録     | 登録         |
| セルビア                 | Gamzigrad-Romuliana, palais de Galère | (3), (4)      | 登録     | 登録         |
| セルビア                 | ガムジグラードは、古代ローマ皇帝ガレリウスの出身地であり、彼が建設した都市はその母の名にちなんでロムリアーナと呼ばれた。その宮殿は隠居したガレリウスが最期を迎えた場所でもある。現世と来世が別々の区画に表現され、それらが結び付けられていることなどに特色がある。 |               |          |              |
| スイス                   | ラヴォー、湖とアルプスを望むブドウ段々畑 | (3), (4), (5) | 登録     | 登録         |
| スイス                   | Lavaux, Vineyard Terraces overlooking the Lake and the Alps | (3), (4), (5) | 登録     | 登録         |
| スイス                   | Lavaux, vignoble en terrasses face au lac et aux Alpes | (3), (4), (5) | 登録     | 登録         |
| スイス                   | ブドウ生産の歴史が古代ローマ時代にまで遡るといわれるラヴォーでは、11世紀以降に組織的な生産が行われるようになり、14世紀にはレマン湖畔に段々畑が築かれた。正式登録にあたり、登録名は「ラヴォーのブドウ段々畑」(Lavaux, Vineyard Terraces / Lavaux, vignoble en terrasses) と簡略化された。 |               |          |              |
| タジキスタン             | サラズム | ――            | 登録延期 | 登録延期     |
| タジキスタン             | Sarazm | ――            | 登録延期 | 登録延期     |
| タジキスタン             | Sarazm | ――            | 登録延期 | 登録延期     |
| タジキスタン             | サラズムは紀元前3000年以前に遡る中央アジア最古の定住地の遺跡であり、初期都市の発展過程や広範囲の交流の様子を伝えている。タジキスタン初の世界遺産を目指したが、正式登録は2010年の第34回世界遺産委員会でのことになる。 |               |          |              |
| トルクメニスタン         | ニサのパルティア時代の城塞群 | (2), (3)      | 登録     | 登録         |
| トルクメニスタン         | The Parthian Fortresses of Nisa | (2), (3)      | 登録     | 登録         |
| トルクメニスタン         | Les forteresses parthes de Nisa | (2), (3)      | 登録     | 登録         |
| トルクメニスタン         | ニサは紀元前3世紀から3世紀に栄えた2つの遺丘から成る都市遺跡である。パルティア王国時代の権勢や、地中海世界から中央アジアに至る広範囲の交流を伝えている。 |               |          |              |
| イギリス                 | ダウンのダーウィン関連遺産 | ――            | 不登録   | ――           |
| イギリス                 | Darwin at Downe | ――            | 不登録   | ――           |
| イギリス                 | Darwin à Downe | ――            | 不登録   | ――           |
| イギリス                 | チャールズ・ダーウィンが長年暮らし、主著『種の起源』を構想・執筆した邸宅 (Down House) と、周辺の文化的景観を対象としている。ICOMOSはダーウィンの業績の歴史的意義を認めつつも、現状の邸宅と周辺環境は当時と様変わりしすぎており、推薦物件には世界遺産としての価値を認められないとした。勧告を受けて、当該国は推薦を取り下げた。 |               |          |              |

## 世界遺産リストからの抹消
打ち消し線は抹消が確定した物件を示す。
| 画像 | （旧）登録名               | （旧）保有国 | 世界遺産登録年 | 危機遺産登録年 |
| --- | -------------------------- | ------------ | -------------- | -------------- |
| | アラビアオリックスの保護区 | オマーン     | 1994年         | ――             |
| アラビアオリックスの保護区の世界遺産リストからの抹消は、オマーン政府が世界遺産委員会に無届けで保護区を大幅縮小して開発を優先していた上、それを堅持するためにリストからの抹消を強く望んだことで実現した。世界遺産委員会はむしろ抹消に消極的で、委員国の投票結果もそうしたものではあったが、オマーン当局を翻意させることは出来なかった。世界遺産リストからの抹消はこれが初めてである。なお、大幅縮小はこの年の1月に実施されたものであり、危機遺産リストを経ずに抹消された。 |                            |              |                |                |
| | ドレスデン・エルベ渓谷     | ドイツ       | 2004年         | 2006年         |
| ヴァルトシュレスヒェン橋の建設が文化的景観の顕著な普遍的価値を破壊するとされ、前年の危機遺産リスト入りから議論が続いている。住民投票の結果は建設決定で州政府はそれを尊重する姿勢を見せる一方、市議会は建設見直しの立場で対立している。世界遺産委員会は次回の第32回世界遺産委員会へと、結論を先送りすることを決めた。 |                            |              |                |                |

## 危機遺産
危機にさらされている世界遺産（危機遺産）リストからは4件が除去され、3件が新規に記載された。その結果、危機遺産の総数は30件となっている。なお、実際に危機遺産リストには加えられなかったが、「ロンドン塔」、「ウェストミンスター宮殿、ウェストミンスター寺院および聖マーガレット教会」の2件（いずれもイギリスの世界遺産）は、周辺開発の問題から、危機遺産リスト入りも選択肢に含まれていた。

### 危機遺産リストからの除去
| 画像 | 登録名                     | 保有国         | 世界遺産登録年 | 危機遺産登録年 |
| --- | -------------------------- | -------------- | -------------- | -------------- |
| | アボメイの王宮群           | ベナン         | 1985年         | 1985年         |
| アボメイの王宮群は1985年にベナン初の世界遺産となったが、前年の竜巻被害によって、危機遺産リストにも同時登録されていた。しかし、保全状況が好転したと認められ、危機遺産リストから脱した。この保全には、世界遺産基金からも拠出されている。 |                            |                |                |                |
| | エバーグレーズ国立公園     | アメリカ合衆国 | 1979年         | 1993年         |
| 多彩な生態系を育んできた湿地帯を対象とする世界遺産であるが、周辺の開発による地下水の汲み上げが環境悪化に結びついていた。さらに1992年のハリケーン・アンドリューの被害が重なったため、危機遺産リストに登録されていた。アメリカ政府の対策が評価されて、危機遺産リストから除去された。しかし、水質汚濁の根本的解決がなされていなかったことが、第34回世界遺産委員会（2010年）での再登録につながることになる。 |                            |                |                |                |
| | カトマンズの渓谷           | ネパール       | 1979年         | 2003年         |
| カトマンズ、パタン、バクタプルという3古都の歴史的建造物群を対象とする世界遺産である。しかし、都市開発の影響から、危機遺産登録に抵抗し続けてきたネパール政府を押し切って2003年に危機遺産に登録された。その後、世界遺産委員会の働きかけもあって、法整備などの保護体制の改善が見られたことから、危機遺産リストからの除去となった。                                                                          |                            |                |                |                |
| | リオ・プラタノ生物圏保護区 | ホンジュラス   | 1982年         | 1996年         |
| 絶滅危惧種を含む大型動物などが生息する密林帯だが、コンゴウインコの密猟、森林伐採などの環境悪化を理由に危機遺産になっていた。IUCNの助言を踏まえたホンジュラス政府の措置などが評価されて、危機遺産リストからの除去となった。しかし、第35回世界遺産委員会（2011年）に再登録されることになる。 |                            |                |                |                |

### 危機遺産リストへの新規登録
| 画像 | 登録名                 | 保有国     | 世界遺産登録年 |
| --- | ---------------------- | ---------- | -------------- |
| | ガラパゴス諸島         | エクアドル | 1978年         |
| その特異な生態系で知られる島々だが、観光客と定住者の激増、さらにはそれらとも結びつく外来種の増加などを理由として、危機遺産リストに登録された（第34回世界遺産委員会（2010年）で除去されることになる）。 |                        |            |                |
| | 都市遺跡サーマッラー   | イラク     | 2007年         |
| 前述の通り、この第31回世界遺産委員会で登録されたアッバース朝時代の都市遺跡だが、イラク情勢の不安定さを理由に危機遺産にも同時登録された。                                                               |                        |            |                |
| | ニョコロ＝コバ国立公園 | セネガル   | 1981年         |
| 生物多様性に特色がある西アフリカ最大の自然公園だが、密猟が横行していることや、計画されているダムが生態系の維持に悪影響を及ぼす危惧から、危機遺産リストに登録された。                                   |                        |            |                |

## 既登録物件についての変更

### 名称変更
以下の物件について、推薦国の名称変更申請が認められた。
|                | 旧登録名 | 旧登録名                                                         | 新登録名 | 新登録名                                                                              |
| -------------- | -------- | ---------------------------------------------------------------- | -------- | ------------------------------------------------------------------------------------- |
| オーストラリア | 旧       | オーストラリア中東部の多雨林保護区群                             | 新       | オーストラリアのゴンドワナ多雨林群                                                    |
| オーストラリア | 旧       | Central Eastern Rainforest Reserves (Australia)                  | 新       | Gondwana Rainforests of Australia                                                     |
| オーストラリア | 旧       | Réserves des forêts ombrophiles centre-orientales de l'Australie | 新       | Forêts humides Gondwana de l’Australie                                                |
| エジプト ·     | 旧       | イスラム都市カイロ                                               | 新       | カイロ歴史地区                                                                        |
| エジプト ·     | 旧       | Islamic Cairo                                                    | 新       | Historic Cairo                                                                        |
| エジプト ·     | 旧       | Le Caire islamique                                               | 新       | Le Caire historique                                                                   |
| イタリア       | 旧       | マテーラの洞窟住居                                               | 新       | マテーラの洞窟住居と岩窟教会公園                                                      |
| イタリア       | 旧       | I Sassi di Matera                                                | 新       | The Sassi and the Park of the Rupestrian Churches of Matera                           |
| イタリア       | 旧       | I Sassi di Matera                                                | 新       | Les Sassi et le parc des églises rupestres de Matera                                  |
| ギリシャ       | 旧       | エピダウロスの古代遺跡                                           | 新       | アスクレピオスの聖地エピダウロス                                                      |
| ギリシャ       | 旧       | Archaeological Site of Epidaurus                                 | 新       | Sanctuary of Asklepios at Epidaurus                                                   |
| ギリシャ       | 旧       | Site archéologique de Épidaure                                   | 新       | Sanctuaire d'Asclépios en Epidaure                                                    |
| ギリシャ       | 旧       | ヴェルギナの古代遺跡                                             | 新       | アイガイ（現代名ヴェルギナ）の古代遺跡                                                |
| ギリシャ       | 旧       | Archaeological Site of Vergina                                   | 新       | Archaeological Site of Aigai (modern name Vergina)                                    |
| ギリシャ       | 旧       | Site archéologique de Vergina                                    | 新       | Site archéologique d'Aigai (nom moderne Vergina)                                      |
| ギリシャ       | 旧       | ミストラス                                                       | 新       | ミストラスの考古遺跡                                                                  |
| ギリシャ       | 旧       | Mystras                                                          | 新       | Archaeological Site of Mystras                                                        |
| ギリシャ       | 旧       | Mystras                                                          | 新       | Site archéologique de Mystras                                                         |
| ギリシャ       | 旧       | ダフニ修道院、オシオス・ルカス修道院、ヒオス島のネア・モニ修道院 | 新       | ダフニ修道院、オシオス・ルカス修道院、ヒオス島のネア・モニ修道院                      |
| ギリシャ       | 旧       | Monasteries of Daphni, Hossios Luckas and Nea Moni of Chios      | 新       | Monasteries of Daphni, Hosios Loukas and Nea Moni of Chios                            |
| ギリシャ       | 旧       | Monastères de Daphni, Hossios Luckas et Nea Moni de Chios        | 新       | Monastères de Daphni, de Hosios Loukas et Nea Moni de Chios                           |
| ポーランド     | 旧       | アウシュビッツ強制収容所                                         | 新       | アウシュビッツ＝ビルケナウ - ナチスドイツの強制絶滅収容所（1940年 - 1945年）          |
| ポーランド     | 旧       | Auschwitz Concentration Camp                                     | 新       | Auschwitz Birkenau German Nazi Concentration and Extermination Camp (1940-1945)       |
| ポーランド     | 旧       | Camp de concentration d'Auschwitz                                | 新       | Auschwitz Birkenau Camp allemand nazi de concentration et d'extermination (1940-1945) |

### 軽微な変更
以下の通り、軽微な変更 (minor modification) が行われた。
|  | 登録名                                           | 保有国     | 変更内容                       |
|  | ------------------------------------------------ | ---------- | ------------------------------ |
|  | カリフォルニア湾の島々と自然保護区群             | メキシコ   | 登録範囲の拡大                 |
|  | サン＝ルイ島                                     | セネガル   | 核心地域と緩衝地帯の確定       |
|  | ピサのドゥオモ広場                               | イタリア   | 核心地域の拡大と緩衝地帯の設定 |
|  | バムとその文化的景観                             | イラン     | 核心地域と緩衝地帯の拡大       |
|  | アビラ旧市街と塁壁の外の教会群                   | スペイン   | 核心地域と緩衝地帯の拡大       |
|  | オランジュのローマ劇場とその周辺及び「凱旋門」   | フランス   | 緩衝地帯の設定                 |
|  | サン＝サヴァン・シュル・ガルタンプ修道院付属教会 | フランス   | 緩衝地帯の設定                 |
|  | ヴェズレーの教会と丘                             | フランス   | 緩衝地帯の設定                 |
|  | ヴェルサイユの宮殿と庭園                         | フランス   | 緩衝地帯の設定                 |
|  | ポン・デュ・ガール                               | フランス   | 緩衝地帯の設定                 |
|  | アボメイの王宮群                                 | ベナン     | 緩衝地帯の設定                 |
|  | ブトリント                                       | アルバニア | 緩衝地帯の拡張                 |
|  | フォントネーのシトー会修道院                     | フランス   | 緩衝地帯の拡張                 |
|  | モン・サン＝ミシェルとその湾                     | フランス   | 緩衝地帯の拡張                 |

## その他の議題

### 太平洋島嶼国について
太平洋地域の島国であるニュージーランドでの開催とあって、地域の島嶼国家における世界遺産への取り組みが議題となった。この委員会の開催時点では太平洋島嶼国家の世界遺産はわずかに4件（ニュージーランドの世界遺産3件、ソロモン諸島の世界遺産1件）であるが、21世紀に入って地域の締約国も増えてきた。この委員会では、第27回世界遺産委員会（2003年）で採択されていたプログラム「Pacific 2009」の実施状況についての報告と、新たな目標の策定などが行われた。

### 強化モニタリングの導入
強化モニタリング導入が提案された。この委員会で強化モニタリング適用が勧告されたのは、エルサレムの旧市街とその城壁群、ドレスデン・エルベ渓谷、コンゴ民主共和国の世界遺産5件全てである。

### 景観保護の成功例
ドレスデン・エルベ渓谷の世界遺産リストからの抹消や、ロンドン塔の危機遺産リスト登録などの当否が議論になる一方で、適切な景観保護が行われた例の紹介も行われた。14階建ての商業施設を11階建てにする改築が進行中のイスファハンのイマーム広場（イラン、1979年登録）、73 mの高層建築の計画が47 mに修正されたフェルテー / ノイジードル湖の文化的景観（ハンガリー / オーストリア、2001年登録）などがそれである。